# Simona Albertazzi
Simona Albertazzi (Ascoli Piceno, 20 settembre 1979) è un'ex cestista italiana.
Ala-centro di 190 cm, ha giocato con Taranto e Montichiari in Serie A1.